# Bahnstrecke Jewett–Intervale Junction
| Streckenlänge: | 117,55 km            |                                                   |                                                   |
| Spurweite: | 1435 mm (Normalspur) |                                                   |                                                   |
| Zweigleisigkeit: | –                    |                                                   |                                                   |
| |                      |                                                   |                                                   |
| Gesellschaft: | NHN, CSRR            |                                                   |                                                   |
| \| \| \| von Portsmouth \| \| \| \| 0,00 \| Jewett ME (früher South Berwick, Brocks Crossing) \| Jewett ME (früher South Berwick, Brocks Crossing) \| \| \| \| nach Portland \| \| \| \| 1,43 \| Great Works ME \| Great Works ME \| \| \| 2,91 \| South Berwick ME (früher Berwick) \| South Berwick ME (früher Berwick) \| \| \| \| Salmon Falls River \| \| \| \| 4,09 \| Salmon Falls NH (früher Cotton Mill) \| Salmon Falls NH (früher Cotton Mill) \| \| \| \| Strecke Wilmington–Agamenticus \| \| \| \| 8,30 \| Foundry NH \| Foundry NH \| \| \| \| von Rollinsford \| \| \| \| 9,56 \| Somersworth NH (früher Great Falls) \| Somersworth NH (früher Great Falls) \| \| \| \| von Dover \| \| \| \| \| Strecke Worcester–Rochester \| \| \| \| 18,64 \| Rochester NH \| Rochester NH \| \| \| \| nach Alton Bay \| \| \| \| 28,10 \| Hayes NH (früher Hayes Crossing) \| Hayes NH (früher Hayes Crossing) \| \| \| ca. 30 \| South Milton NH \| South Milton NH \| \| \| 32,77 \| Milton NH \| Milton NH \| \| \| \| Salmon Falls River \| \| \| \| \| Salmon Falls River \| \| \| \| 41,88 \| Union NH \| Union NH \| \| \| 48,86 \| Sanbornville NH (früher Wolfeboro Junction) \| Sanbornville NH (früher Wolfeboro Junction) \| \| \| \| nach Wolfeboro \| \| \| \| 51,56 \| Wakefield NH \| Wakefield NH \| \| \| 57,44 \| Burleyville NH (früher Hillsdale) \| Burleyville NH (früher Hillsdale) \| \| \| 62,19 \| Matthews NH (früher North Wakefield) \| Matthews NH (früher North Wakefield) \| \| \| ca. 67 \| Anschluss zur Sandgrube \| Anschluss zur Sandgrube \| \| \| 70,43 \| Ossipee NH \| Ossipee NH \| \| \| 78,34 \| Mountainview NH (früher Centre Ossipee) \| Mountainview NH (früher Centre Ossipee) \| \| \| 82,87 \| Lakewood NH (früher Ossipee Valley) \| Lakewood NH (früher Ossipee Valley) \| \| \| 87,40 \| Mount Whittier NH (früher West Ossipee) \| Mount Whittier NH (früher West Ossipee) \| \| \| 95,06 \| Madison NH (früher Silver Lake) \| Madison NH (früher Silver Lake) \| \| \| \| Swift River Railroad (Waldbahn, 1906–1916) \| \| \| \| 106,36 \| Conway NH \| Conway NH \| \| \| 114,92 \| North Conway NH \| North Conway NH \| \| \| \| von Portland ME \| \| \| \| 117,55 \| Intervale Junction NH \| Intervale Junction NH \| \| \| \| nach Lunenburg VT \| \| |                      |                                                   |                                                   |
| Strecke (außer Betrieb) |                      | von Portsmouth                                    | von Portsmouth                                    |
| Bahnhof (Strecke außer Betrieb) | 0,00                 | Jewett ME (früher South Berwick, Brocks Crossing) | Jewett ME (früher South Berwick, Brocks Crossing) |
| Abzweig geradeaus und nach rechts (Strecke außer Betrieb) |                      | nach Portland                                     | nach Portland                                     |
| Haltepunkt / Haltestelle (Strecke außer Betrieb) | 1,43                 | Great Works ME                                    | Great Works ME                                    |
| Bahnhof (Strecke außer Betrieb) | 2,91                 | South Berwick ME (früher Berwick)                 | South Berwick ME (früher Berwick)                 |
| Brücke über Wasserlauf (Strecke außer Betrieb) |                      | Salmon Falls River                                | Salmon Falls River                                |
| Bahnhof (Strecke außer Betrieb) | 4,09                 | Salmon Falls NH (früher Cotton Mill)              | Salmon Falls NH (früher Cotton Mill)              |
| Kreuzung geradeaus unten (Strecke geradeaus außer Betrieb) |                      | Strecke Wilmington–Agamenticus                    | Strecke Wilmington–Agamenticus                    |
| Haltepunkt / Haltestelle (Strecke außer Betrieb) | 8,30                 | Foundry NH                                        | Foundry NH                                        |
| Abzweig ehemals geradeaus und von links |                      | von Rollinsford                                   | von Rollinsford                                   |
| Dienststation / Betriebs- oder Güterbahnhof | 9,56                 | Somersworth NH (früher Great Falls)               | Somersworth NH (früher Great Falls)               |
| Abzweig geradeaus und ehemals von links |                      | von Dover                                         | von Dover                                         |
| Kreuzung (Querstrecke außer Betrieb) |                      | Strecke Worcester–Rochester                       | Strecke Worcester–Rochester                       |
| Dienststation / Betriebs- oder Güterbahnhof | 18,64                | Rochester NH                                      | Rochester NH                                      |
| Abzweig geradeaus und ehemals nach links |                      | nach Alton Bay                                    | nach Alton Bay                                    |
| Dienststation / Betriebs- oder Güterbahnhof | 28,10                | Hayes NH (früher Hayes Crossing)                  | Hayes NH (früher Hayes Crossing)                  |
| ehemaliger Bahnhof | ca. 30               | South Milton NH                                   | South Milton NH                                   |
| Dienststation / Betriebs- oder Güterbahnhof | 32,77                | Milton NH                                         | Milton NH                                         |
| Brücke über Wasserlauf |                      | Salmon Falls River                                | Salmon Falls River                                |
| Brücke über Wasserlauf |                      | Salmon Falls River                                | Salmon Falls River                                |
| Dienststation / Betriebs- oder Güterbahnhof | 41,88                | Union NH                                          | Union NH                                          |
| Dienststation / Betriebs- oder Güterbahnhof | 48,86                | Sanbornville NH (früher Wolfeboro Junction)       | Sanbornville NH (früher Wolfeboro Junction)       |
| Abzweig geradeaus und ehemals nach links |                      | nach Wolfeboro                                    | nach Wolfeboro                                    |
| Dienststation / Betriebs- oder Güterbahnhof | 51,56                | Wakefield NH                                      | Wakefield NH                                      |
| Dienststation / Betriebs- oder Güterbahnhof | 57,44                | Burleyville NH (früher Hillsdale)                 | Burleyville NH (früher Hillsdale)                 |
| ehemaliger Haltepunkt / Haltestelle | 62,19                | Matthews NH (früher North Wakefield)              | Matthews NH (früher North Wakefield)              |
| Abzweig ehemals geradeaus und nach rechts | ca. 67               | Anschluss zur Sandgrube                           | Anschluss zur Sandgrube                           |
| Bahnhof (Strecke außer Betrieb) | 70,43                | Ossipee NH                                        | Ossipee NH                                        |
| Bahnhof (Strecke außer Betrieb) | 78,34                | Mountainview NH (früher Centre Ossipee)           | Mountainview NH (früher Centre Ossipee)           |
| Haltepunkt / Haltestelle (Strecke außer Betrieb) | 82,87                | Lakewood NH (früher Ossipee Valley)               | Lakewood NH (früher Ossipee Valley)               |
| Bahnhof (Strecke außer Betrieb) | 87,40                | Mount Whittier NH (früher West Ossipee)           | Mount Whittier NH (früher West Ossipee)           |
| Bahnhof (Strecke außer Betrieb) | 95,06                | Madison NH (früher Silver Lake)                   | Madison NH (früher Silver Lake)                   |
| Abzweig geradeaus und ehemals nach links |                      | Swift River Railroad (Waldbahn, 1906–1916)        | Swift River Railroad (Waldbahn, 1906–1916)        |
| Kopfbahnhof Strecke bis hier außer Betrieb | 106,36               | Conway NH                                         | Conway NH                                         |
| Bahnhof | 114,92               | North Conway NH                                   | North Conway NH                                   |
| Abzweig geradeaus und ehemals von rechts |                      | von Portland ME                                   | von Portland ME                                   |
| Dienststation / Betriebs- oder Güterbahnhof | 117,55               | Intervale Junction NH                             | Intervale Junction NH                             |
| Strecke |                      | nach Lunenburg VT                                 | nach Lunenburg VT                                 |

Die Bahnstrecke Jewett–Intervale Junction ist eine Eisenbahnstrecke in Maine und New Hampshire (Vereinigte Staaten). Sie ist 117,55 Kilometer lang und verbindet die Hauptstrecke Portland–Portsmouth mit der Strecke Portland–Lunenburg. Die normalspurige Strecke ist südlich von Somersworth und zwischen Ossipee und Conway stillgelegt. Zwischen Somersworth und Ossipee betreibt die New Hampshire Northcoast den Güterverkehr. Zwischen Conway und Intervale Junction und weiter in die White Mountains verkehren die Touristenzüge der Conway Scenic Railroad.

## Geschichte

### Vorgeschichte und Bau
Die Industriestadt Somersworth (damals Great Falls) hatte Anfang der 1840er Jahre noch keinen Eisenbahnanschluss. Die in Bau befindliche Bahnstrecke Wilmington–Agamenticus der Boston and Maine Railroad (B&M) sollte etwa zehn Kilometer südlich vorbeiführen. Lokale Investoren gründeten daher 1841 die Great Falls and South Berwick Railroad, um eine Verbindung von Great Falls an die ebenfalls in Bau befindliche und 1842 eröffnete Bahnstrecke Portland–Portsmouth herzustellen. Eine solche Verbindung hätte jedoch der Boston&Maine keinen Gewinn gebracht und so plante sie 1843 selbst eine Zweigstrecke von Rollinsford nach Great Falls, die 1843 kurz nach der B&M-Hauptstrecke eröffnet wurde. Aufgrund der Konkurrenz der Boston&Maine geriet die Great Falls&South Berwick in finanzielle Nöte, sodass der Streckenbau zunächst unterbrochen wurde.
Inzwischen war 1844 die Great Falls and Conway Railroad gegründet worden, die von Great Falls weiter nach Norden entlang der Grenze zwischen Maine und New Hampshire bis nach Conway am Fuße der White Mountains bauen sollte. Am 6. März 1849 ging der erste Streckenabschnitt von Great Falls nach Rochester in Betrieb. South Milton war am 19. März 1850 erreicht und im Sommer 1855 schließlich mit finanzieller Unterstützung der Eastern Railroad Union. Am 5. Februar 1855 war schließlich auch die Great Falls&South Berwick fertiggebaut, sodass die gesamte Bahnstrecke nun von Jewett in Maine bis Union reichte. 1858 musste aus wirtschaftlichen Gründen der Verkehr zwischen Great Falls und Jewett eingestellt werden, konnte jedoch drei Jahre später wieder aufgenommen werden.
Die beiden Bahngesellschaften fusionierten 1865 zur Portsmouth, Great Falls and Conway Railroad. 1870 pachtete schließlich die Eastern Railroad die Bahngesellschaft und führte nun den Betrieb. Der Weiterbau der Strecke ging dank dessen zügig voran, sodass im Oktober 1871 West Ossipee erreicht war und schließlich North Conway im Frühjahr 1872. Am 3. Juni 1872 verkehrte der erste durchlaufende Zug von Conway nach Boston. Als 1875 die Portland and Ogdensburg Railroad die Bahnstrecke Portland–Lunenburg eröffnete, die nördlich an Conway vorbeiführte, stellte die Eastern eine Gleisverbindung zu dieser Bahnstrecke her. Der Verknüpfungspunkt wurde Intervale Junction genannt. Ein Umsteigebahnhof diente dem Passagiertransfer in Richtung White Mountains. Einige Züge führten durchlaufende Wagen, die am Bahnhof Intervale Junction auf Züge der Portland&Ogdensburg übergeben wurden.

### Betrieb
Ab 1883 ging die Betriebsführung auf die Boston&Maine über, die die Eastern Railroad gepachtet hatte. Conway und die Orte weiter nördlich sind sowohl beliebte Wintersportorte als auch Ziele von Sommerurlaubern. Im Sommer und Winter fuhren daher Expresszüge von Boston in die White Mountains über die Strecke, die meisten davon über Portsmouth. Mit der Schließung einiger größerer Fabriken entlang der Strecke in den 1920er Jahren ging das Güterverkehrsaufkommen deutlich zurück. Dies verstärkte sich nach Beginn der Weltwirtschaftskrise 1929 noch und auch das Fahrgastaufkommen wurde schnell geringer. Ab dem 25. April 1936 verkehrten alle durchgehenden Züge über Rollinsford, zwischen Somersworth und Jewett pendelten nur noch Lokalzüge. 1941 war auch damit Schluss und im November des Jahres wurde der Abschnitt stillgelegt.
Am 26. April 1958 stellte die Maine Central Railroad, die die Portland&Ogdensburg seit 1888 gepachtet hatte, den Personenverkehr auf der White-Mountains-Strecke ein. Damit endeten auch alle Reisezüge aus Richtung Rollinsford bzw. Boston in North Conway. Doch schon am 3. Dezember 1961 verkehrte der letzte Personenzug nach Conway. 1972 erhielt die Boston&Maine die Genehmigung zur Stilllegung der Strecke nördlich von Mount Whittier. Die North Conway Depot Company, die den Bahnhof North Conway 1968 erworben hatte, um ein Eisenbahnmuseum aufzubauen, kaufte den Abschnitt Conway–Intervale Junction und eröffnete unter dem Namen Conway Scenic Railroad 1974 einen Museumsbahnbetrieb zwischen den Bahnhöfen Conway und North Conway, der 1995 bis in die White Mountains ausgedehnt wurde. Auch zwischen Ossipee und Mount Whittier ruhte der Verkehr, die Strecke blieb jedoch zunächst im Bestand.
1983 übernahm die Guilford Transportation nach dem Bankrott der Boston&Maine deren Strecken und dünnte das Netz aus. Auch der Abschnitt Rochester–Mount Whittier sollte stillgelegt werden. Der Staat New Hampshire kaufte jedoch die Strecke, führte notwendige Reparaturen an den Gleisanlagen aus und seit dem 27. Mai 1986 befährt die New Hampshire Northcoast die Trasse zwischen einer Sandgrube südlich von Ossipee und Somersworth. Die Sandzüge fahren von dort weiter nach Boston. Der Abschnitt von der Sandgrube nach Mount Whittier wurde nicht wiedereröffnet und am 2. Januar 1998 schließlich stillgelegt.

## Streckenbeschreibung
Die Strecke beginnt in Jewett (Maine) und zweigt in Richtung Nordwesten aus der Bahnstrecke Portland–Portsmouth ab. Die Grube der Drehscheibe in Jewett ist noch heute an der Straßenecke Harold L. Dow Highway/Fife's Lane vorhanden. Der Harold L. Dow Highway wurde auf der Trasse der Eisenbahn gebaut. Die Strecke verlief über das nördliche Ende des Highways bei South Berwick hinaus und überquerte den Salmon Falls River und damit die Staatsgrenze nach New Hampshire. Unmittelbar nach der Brücke unterquerte die Strecke die Bahnstrecke Wilmington–Agamenticus, zu der keine Verbindungen bestanden. Die Trasse folgt nun dem Fluss und trifft in Foundry auf die Boston&Maine-Zweigstrecke von Rollinsford. Bis Somersworth liegen beide Trassen direkt nebeneinander.
Die Bahnstrecke verläuft nun weiter nordwestlich und erreicht etwa neun Kilometer weiter die Stadt Rochester. Hier befand sich früher ein Bahnknotenpunkt, an dem sich drei Bahnstrecken trafen. Die Bahnstrecke Dover–Alton Bay berührte die Strecke von Jewett und man benutzte einen gemeinsamen Bahnhof, der als Inselbahnhof aufgebaut war. Den östlichen Teil befuhr die Great Falls&Conway, der westliche Teil gehörte zur Strecke nach Alton Bay. Heute durchfährt die Bahn den westlichen Teil, das Areal östlich des Bahnhofsgebäudes ist stillgelegt. Das Bahnhofsgelände kreuzte noch die Bahnstrecke Worcester–Rochester, deren Bahnhof unmittelbar daneben lag und die hier in die Bahnstrecke Portland–Rochester überging.
Die Trasse verlässt Rochester nach Norden und erreicht kurz darauf wieder den Salmon Falls River, dem sie bis Milton folgt. In Milton überquert die Strecke kurz hintereinander zweimal den Fluss und führt damit etwa 400 Meter über das Staatsgebiet von Maine. Die Bahn verlässt nun das Flusstal nordwärts und erreicht mit Sanbornville das Hügelland, das sich südlich an die White Mountains anschließt. In Sanbornville zweigte früher die Wolfeboro Railroad ab, die bis an den Lake Winnipesaukee führte. In einer großen S-Kurve überquert die Strecke dann eine Hügelkette und führt weiter nordwestlich bis zur Sandgrube bei Ossipee, ihrem heutigen Endpunkt. Am Abzweig des Grubengleises befindet sich ein Güterbahnhof zum Rangieren der Züge.
Ab der Sandgrube Ossipee ist die Strecke abgebaut. Die Trasse verläuft weiter durch die Stadt Ossipee, westlich des Ossipee Lake und des Silver Lake und erreicht schließlich Conway. Hier beginnt die Museumsbahn der Conway Scenic Railroad. Etwa elf Kilometer weiter nördlich ist Intervale Junction erreicht. Von Südosten kam hier früher die Strecke aus Richtung Portland heran. Die Touristenbahn biegt auf diese Strecke, die frühere Mountain Division der Maine Central Railroad, ab. Heute fahren die Züge teilweise bis Fabyan am Fuß des Mount Washington.